# 芙蓉中華中學
芙蓉中華中學，簡稱 芙中，位於馬來西亞森美蘭州芙蓉市，創立於1913年，前身為芙蓉中華學校，起初僅具小學部，後陸續增設高小部、初中部，1933年改名芙蓉中華中小學。1950年，受聯邦教育部之委託，開辦高級師範班。1958年，中小學行政事務分開，後又辦了高中部和先修部。1962 年，董事部拒絕政府獻議改制，並收容更多因超齡而輟學的青年，決定辦獨立中學。执行至今,中华是森州唯二的独中 （另一间为波中）。

## 外部連結
- 官方網站 （页面存档备份，存于）